# Eisenbahnbrücke über den Torne älv

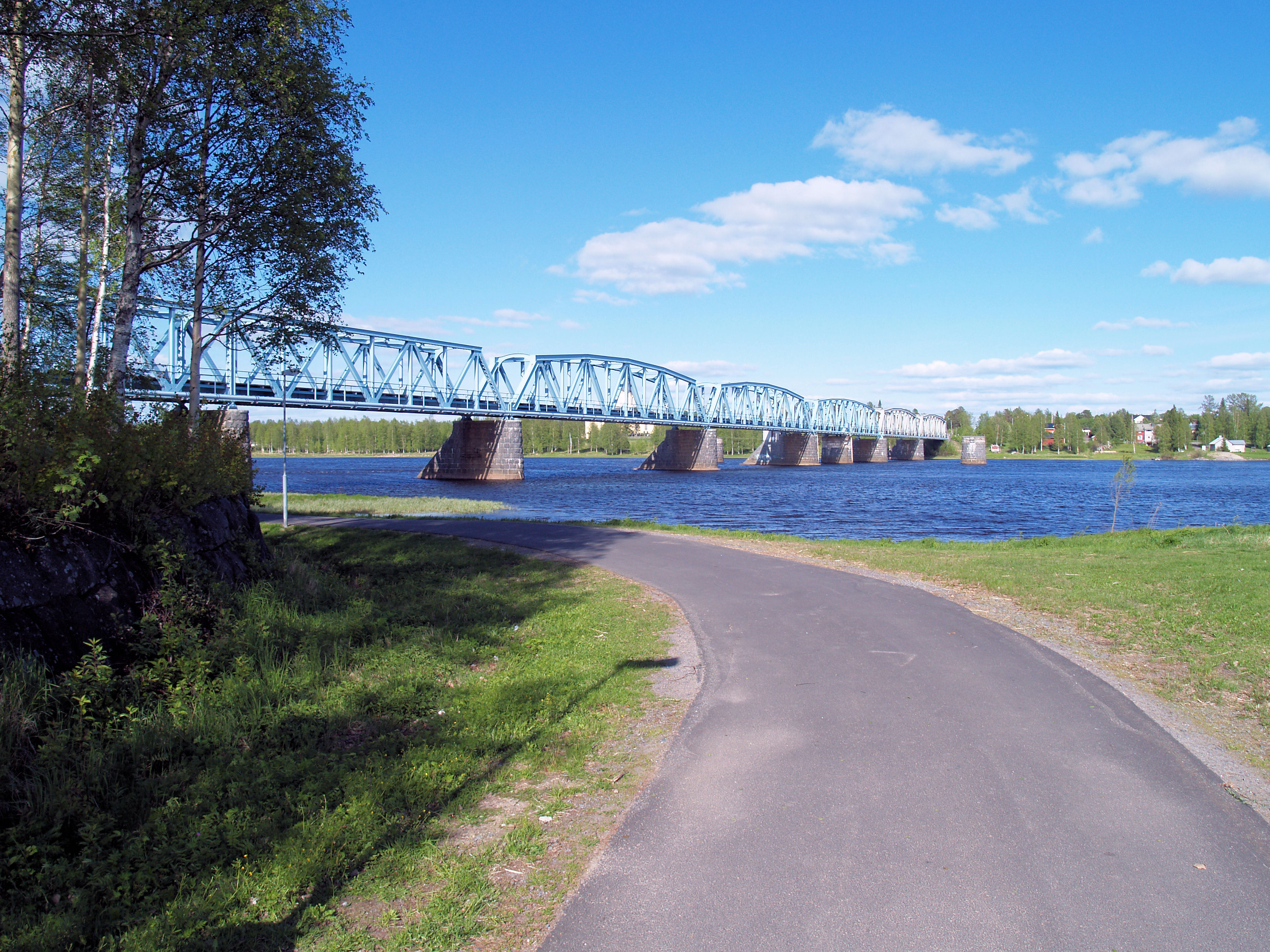
Sicht auf die Eisenbahnbrücke über den Torne älv vom schwedischen Ufer aus

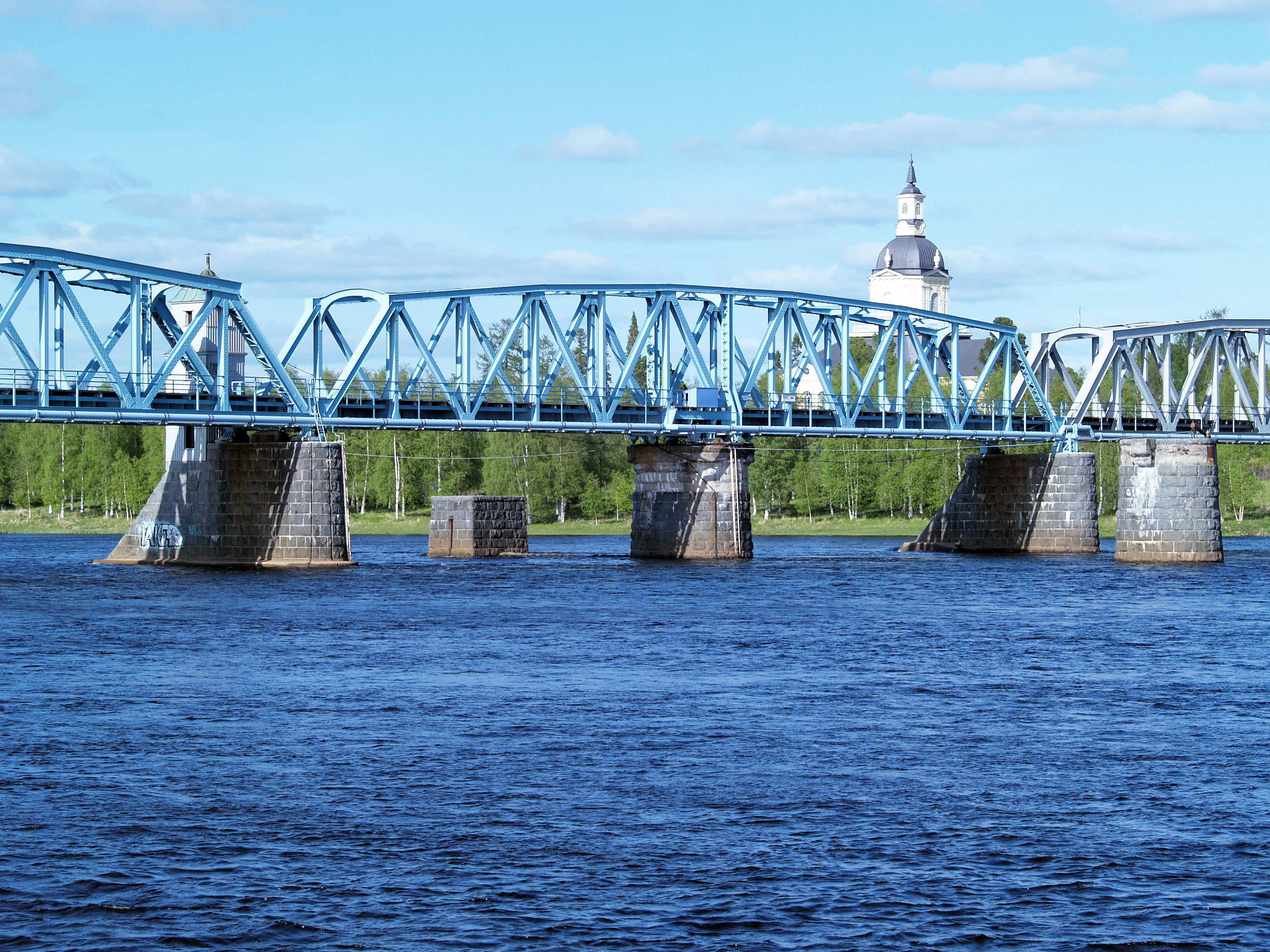
Der ehemals drehbare Brückenteil von der Unterwasserseite aus gesehen

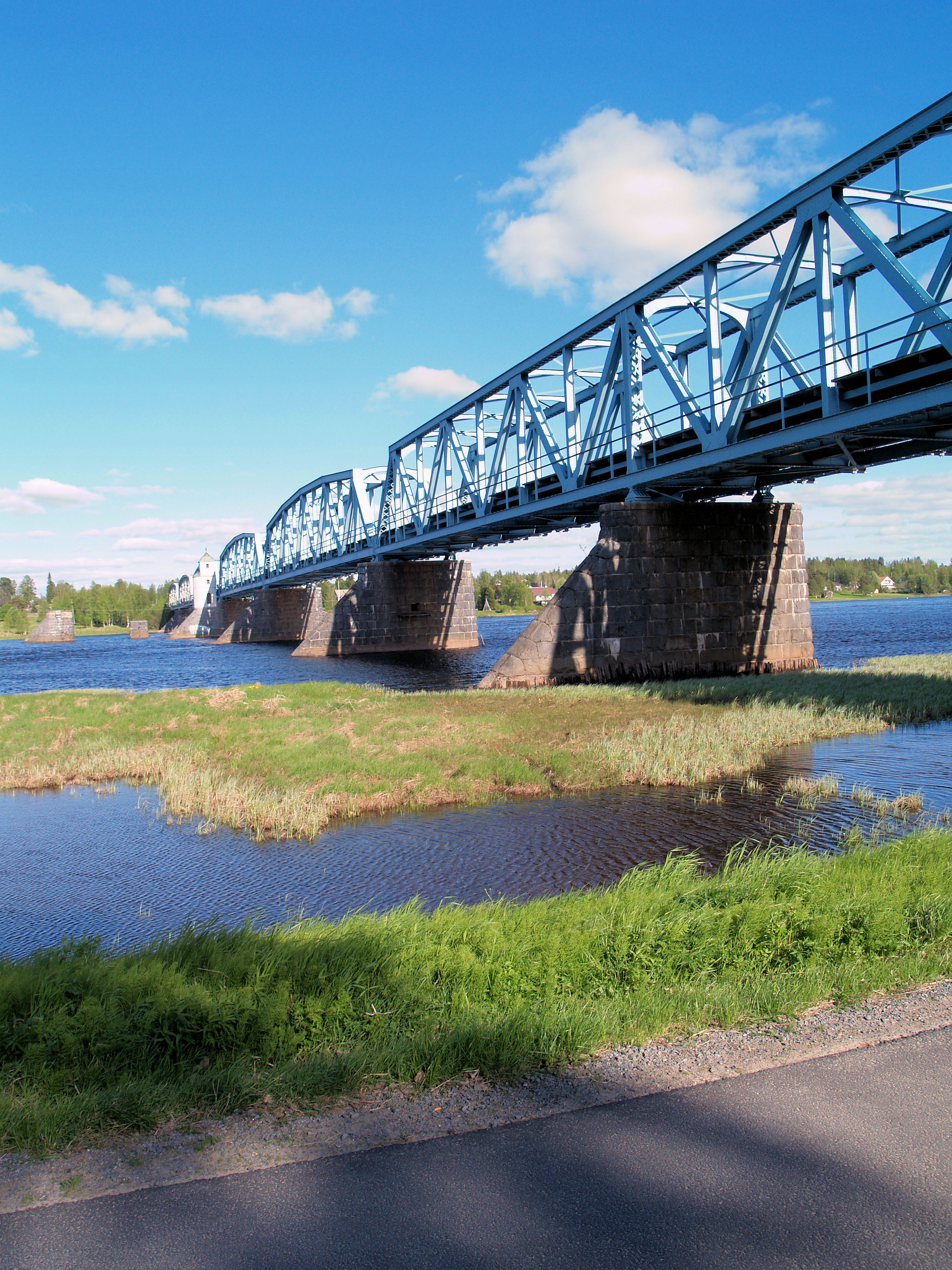
Sicht auf die Pfeiler auf der Oberwasserseite

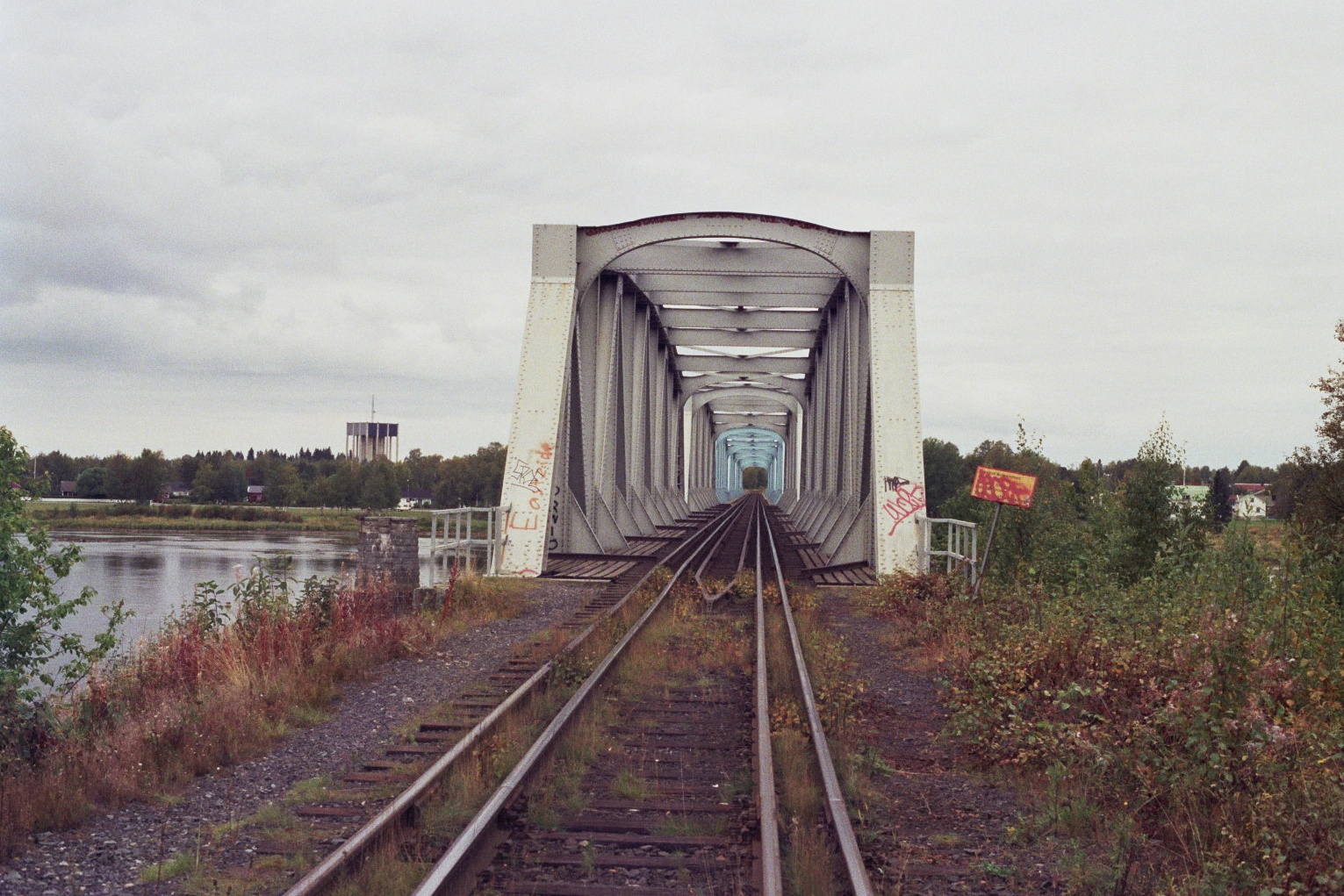
Sicht auf die Brücke (2008)

Die Eisenbahnbrücke über den Torne älv (bzw. Tornionjoki)  ist eine 405 Meter lange Stahlfachwerkbrücke mit drehbarem Mittelteil. Sie verbindet in Verlängerung der Bahnstrecke Boden–Haparanda die schwedische Stadt Haparanda mit der finnischen Stadt Tornio über den Grenzfluss Torne älv (fin. Tornionjoki). Der Nebenarm Pirkkionjoki/Kirkkopudas wird mit einer weiteren Stahlfachwerkbrücke mit drei Öffnungen von jeweils 40,2 Metern freier Spannweite überquert.

## Geschichte
Die Brücke ist die einzige Schienenverbindung zwischen Schweden und Finnland. Infolge des Ersten Weltkrieges wurde am 4. November 1914 beschlossen, die bestehende Strecke von Tornio nach dem finnischen Karunki zu verlängern. Denn der Bau der Haparandabahn hatte damals das schwedische Karungi erreicht (finnische Schreibweise des schwedischen Ortes lautet Karunki). Der Fluss wurde aber auf herkömmliche Weise überquert (im Sommer per Fähre, im Winter per Eisstraße). Zwar wurde im Winter 1916 für den Transport der Salonwagen der russischen Kaisermutter ein provisorisches Gleis über das Eis des Torne älv gelegt, das aber soweit bekannt nur für diesen einen Transport genutzt wurde. Der Grenzverkehr zwischen den beiden Karunki war nur von kurzer Dauer, denn der Personenverkehr endete auf finnischer Seite wieder in Tornio, als die schwedische Bahnstrecke Haparanda erreicht hatte. Der Bauort und die Ausführung dieser Eisenbahnbrücke wurden im Dezember 1915 von einer finnisch-schwedisch-russischen Ingenieurskommission festgelegt. Mit dem Bau wurde 1916 begonnen. Am 1. April 1919 konnte die Brücke mit der Strecke provisorisch in Betrieb genommen werden.

## Bauwerk
Die 405 Meter lange Brücke besteht aus fünf etwa 60 Meter langen und einem rund 80 Meter langen Stahlfachwerkteil, sie stützen sich auf insgesamt sieben gemauerte Pfeiler ab (freie Spannweite 40-40-60-60-30-30-60-60). Der mittlere der fünf 60-Meter-Stahlfachwerkteile ist in der Mitte auf einem Pfeiler über einen Drehkranz abgestützt, der es ermöglicht, diesen Brückenteil um 90 Grad zu drehen. Dadurch kann zwischen den Pfeilern 4 und 5 sowie 5 und 6 eine Schiffsöffnung hergestellt werden. Im offenen Zustand stützt sich dieser Brückenteil auf zwei zusätzlichen Pfeilern ab. Während sich zwischen den Pfeilern 5 und 6 die tiefste natürliche Flussstelle befand, welche als ausreichend betrachtet wurde, musste zwischen den Pfeilern 4 und 5 eine Schifffahrtsrinne ausgehoben werden. Alle Pfeiler sind auf der Flussoberseite mit einer Schräge der Neigung von 1:1 ausgerüstet, welche bei Eisgang das Eis brechen soll. Die Pfeiler sind als steinverkleidete Betonpfeiler ausgeführt, die auf einem Betonfundament stehen.
Beidseitig wird die Strecke über Dämme der Brücke zugeführt. Die Schienenoberkante der Brücke befindet sich auf 9,73 Meter über Meer, während an dieser Stelle die Höchstwassermarke des Torne älv bei 3,25 M.ü.M bzw. Niedrigstwassermarke bei −0,13 M.ü.M liegt. Auf der schwedischen Seite ist die Bunkeranlage zum Schutz der Brücke noch erhalten.
Die Brücke besitzt ein Vierschienengleis, bei dem das äußere Schienenpaar für die finnische Breitspur (1524 mm) und das innere Schienenpaar für Normalspur (1435 mm) ineinander verschränkt sind.
Die Grenze verläuft zwischen dem Pfeiler 5 (Drehpunkt des drehbaren Brückenteils) und dem Pfeiler 6. Die Fachwerkteile der Brücke sind auf der finnischen Seite weiß und auf der schwedischen Seite hellblau gestrichen.

## Verkehr
Die Brücke wird nur noch von Güterzügen bei Bedarf zwischen den beiden Grenzbahnhöfen Tornio und Haparanda benutzt. Sie wurde bis 1988 von Dieseltriebwagen der finnischen Staatsbahnen befahren. Seitdem wird der Personenverkehr Haparanda–Tornio–Kemi auf der Straße abgewickelt.
Die Schifffahrtsöffnung wird nicht mehr benutzt. Seit der Stilllegung des Hafens von Haparanda oberhalb der Brücke und dem Bau eines Freizeithafens für Segelschiffe unterhalb dieser besteht kein Bedarf mehr, die Brücke für Schiffe zu öffnen.